# (531141) 2012 FK84
(531141) 2012 FK84 est un objet transneptunien faisant partie des cubewanos d'un diamètre estimé à 230 km.